# Estación Gobernador Castro
Gobernador Castro es una estación ferroviaria ubicada en la localidad homónima, Provincia de Buenos Aires, Argentina.

## Servicios
La estación corresponde al Ferrocarril General Bartolomé Mitre de la red ferroviaria argentina.
Se encuentra actualmente sin operaciones de pasajeros, sin embargo por sus vías transitan los servicios Retiro-Rosario/Córdoba/Tucumán de la empresa estatal Trenes Argentinos Operaciones, aunque no hacen parada en esta.

## Reapertura
Tras una visita de Martin Marinucci (presidente de Trenes Argentinos) y miembros de la gerencia de la Línea Mitre, se confirmó la reapertura de la estación para el servicio de pasajeros a Rosario.